# Ревиво, Хаим
Хаим Михаэль Ревиво (ивр. חיים רביבו‎; род. 22 февраля 1972, Ашдод, Южный округ) — израильский футболист, полузащитник. Двукратный обладатель Кубка Израиля в составе команд «Бней Иегуда» (Тель-Авив) и «Маккаби» (Хайфа) в сезонах 1991/92 и 1994/95 соответственно, чемпион Турции в сезоне 2000/01, лучший бомбардир и лучший игрок израильской лиги в сезонах 1994/95 и 1995/96 годов.

## Биография
До 16 лет играл в родном городе за команду «Хапоэль», затем попал в молодёжную команду «Гадна Иегуда» из Тель-Авива. Отыграв за тель-авивский коллектив два года и став свободным агентом, перебрался в команду «Бней Иегуда», после того как от его покупки отказались «Хапоэль» (Кфар-Сава) и «Маккаби» (Петах-Тиква).
Ревиво провёл три сезона за «Бней Иегуда», после этого отправился в стан их соперников — в «Хапоэль» из Тель-Авива.
В 1994 году Ревиво присоединился к «Маккаби» (Хайфа), с последующей целью в перспективе перебраться в один из европейских клубов. В своем первом сезоне в «Маккаби» Ревиво забил 17 мячей, став лидером в списках бомбардиров. В следующем сезоне он вновь стал лучшим снайпером израильской лиги. И, наконец, по окончании сезона он был куплен испанской «Сельтой».
Отыграв в Испании несколько достаточно успешных сезонов, проведя за галиссийский клуб 99 игр и забив 25 мячей, в 2000 году Ревиво подписывает контракт с турецким «Фенербахче», 2001 году стал одним из тех, кто привел эту стамбульскую команду к победе в чемпионате Турции. Но спустя некоторое время «Фенербахче» обзавелся несколькими довольно известными игроками, и интерес к продолжению сотрудничества с игроком из Израиля у боссов «Фенербахче» сошёл на нет. В итоге Ревиво покинул команду и перешёл в стан другого гранда турецкого футбола — в стамбульский «Галатасарай». Этот трансфер вызвал достаточно сильный резонанс в турецкой околофутбольной среде. За «Галатасарай» Ревиво отыграл всего один сезон, по окончании которого покинул Турцию и вернулся в Израиль.
После возвращения на родину Ревиво подписал контракт с клубом «Ашдод», но провел в его составе всего 12 игр, после чего принял решение повесить бутсы на гвоздь.

## Личная жизнь
В настоящий момент Хаим Ревиво проживает с женой и тремя детьми в Тель-Авиве, является довольно успешным бизнесменом, одним из владельцев клуба «Ашдод». Сын — Рой (р. 2003) продолжил футбольную династию. Футболистами были также родные братья Хаима Эли, Давид и Шай и двоюродный брат Амир Лави.
По словам игрока Яна Талесникова, Ревиво свободно говорит на испанском, хотя не получал высшего образования.